# Jill Larson
Jill Larson (Mineápolis, Minnesota, 7 de octubre de 1947) es una actriz estadounidense. Es conocida por su papel de Opal Cortlandt en la telenovela diurna de ABC, All My Children (1989-2011, 2013), y como personaje principal en la película de terror sobrenatural de 2014 The Taking of Deborah Logan.

## Primeros años
Larson tiene tres hermanas. Larson asistió a la misma escuela secundaria que Dorothy Lyman, quien interpretó a Opal en All My Children antes que ella. Se matriculó en la Universidad de Minnesota (finalmente, terminó su educación en Hunter College), y comenzó a cantar en clubes nocturnos con un grupo llamado Just Us. No pasó mucho tiempo antes de que Just Us fuera descubierto y se dirigiera a la ciudad de Nueva York, donde grabaron varias bandas sonoras, incluida la de la película, Raquel, Raquel, protagonizada por Joanne Woodward.

## Carrera
Larson y su hermana viajaron por Europa en un autobús antes de establecerse en París, Francia. Se convirtió en modelo y pronto apareció en las principales revistas de moda estadounidenses y europeas. Mientras estaba en París, también consiguió su primer papel cinematográfico (como una au pair sueca) en La maison sous les arbres, protagonizada por Faye Dunaway y Frank Langella. Su siguiente papel en el cine fue como la rival de Jeanne Moreau para el amante más joven de su personaje en la película Chère Louise.
Larson hizo su debut en Broadway en Death and the King's Horseman (1987). Otros créditos de Broadway incluyen Romantic Comedy de Bernard Slade y Dancing in the End Zone de Bill Davis. Sus créditos Off-Broadway incluyen la obra para dos personas These Men (1980) de Mayo Simon y It's Only a Play (1982) de Terrence McNally. Otros créditos regionales incluyen Vidas privadas, Full Gallop (un espectáculo unipersonal que representa a la famosa editora de Vogue, Diana Vreeland), Holiday, La gaviota, los papeles principales en Agnes of God y Gypsy. Además de actuar, Larson produjo la revista de cabaret Serious Bizness (1983). Uno de sus mayores logros fue producir y aparecer en Wicked & My So Called Life, una revista de comedia escrita por Winnie Holzman y David Babcock, que se presentó con éxito fuera de Broadway durante 8 meses.
En 1986, Larson hizo su debut en la televisión diurna como la columnista de televisión Judith Clayton en As the World Turns de CBS. En 1988, interpretó brevemente a la psicópata amante de las bombas Ursula Blackwell en One Life to Live antes de conseguir el papel de Opal en All My Children. Recibió dos nominaciones al premio Daytime Emmy a la mejor actriz de reparto en una serie dramática por su actuación. En junio de 2006, después de aproximadamente 17 años de contrato en All My Children, se retiró el contrato de Larson y se le reasignó a un estado recurrente. Pero a principios de diciembre de 2009, ABC anunció que, con vigencia inmediata, Larson volvería al estado de contrato para garantizar su permanencia en el programa durante su traslado a Los Ángeles. Regresó a All My Children en la serie web revival de corta duración en 2013. En 2014, Larson fue estrella invitada en The Young and the Restless.
Además de su carrera en la televisión diurna, Larson apareció en varias películas, como White Squall (1996), Si el mundo fuera mío (2008) y Shutter Island (2010), y fue estrella invitada en Law & Order: Criminal Intent., Desperate Housewives y csi: Crime Scene Investigation. En 2014 tuvo el papel principal en la película de suspenso y terror The Taking of Deborah Logan. Larson recibió críticas positivas por su actuación en el cine. Más tarde coprotagonizó las películas de terror Can't Take It Back (2017) y The Manor (2021).

## Filmografía

### Películas
| Año  | Título                        | Papel               | Notas                  |
| ---- | ----------------------------- | ------------------- | ---------------------- |
| 1971 | La maison sous les arbres     | Au pair             |                        |
| 1972 | Chère Louise                  |                     |                        |
| 1980 | The Day the Women Got Even    | Paula Robinson      | Película de televisión |
| 1986 | Wise Guys                     | Mrs. Fixer          |                        |
| 1990 | Over the Limit                | Mrs. Walsh          | Película de televisión |
| 1996 | White Squall                  | Peggy Beaumont      |                        |
| 1996 | Vertical City                 |                     |                        |
| 2005 | Barry Dingle                  |                     |                        |
| 2007 | The Living Wake               | Alma Binew          |                        |
| 2008 | Si el mundo fuera mío         | Nora Bellinger      |                        |
| 2008 | Manhattanites                 | Mrs. Grimm          |                        |
| 2010 | Shutter Island                | Manacled Woman      |                        |
| 2012 | Soap Life                     | Herself             | Documental             |
| 2014 | First Kiss                    | Kisser              | Cortometraje           |
| 2014 | Red Velvet Cake               | Denise              | Cortometraje           |
| 2014 | The Taking of Deborah Logan   | Deborah Logan       |                        |
| 2015 | Forever                       | Rachel              |                        |
| 2016 | Maya Rose                     | Violet              | Cortometraje           |
| 2017 | Can't Take It Back            | Maya Rose           |                        |
| 2018 | The Neighborhood Watch        | Mary                |                        |
| 2018 | Christmas on Honeysuckle Lane | Rachel Jacobs       |                        |
| 2021 | The Manor                     | Trish               |                        |
| 2022 | A Holiday I Do                | Mary Ellen McSurely |                        |
| 2023 | The Wrath of Becky            | Darryl Sr.          |                        |

### Televisión
| Año             | Título                         | Papel            | Notas                             |
| --------------- | ------------------------------ | ---------------- | --------------------------------- |
| 1989            | Santa Barbara                  | Garnette         | Recurrente                        |
| 1985            | The Equalizer                  | Mujer soltera    | Episodio: "Mama's Boy"            |
| 1986-1987       | As the World Turns             | Judith Clayton   | Recurrente                        |
| 1988            | Kate & Allie                   | Felicia Brompton | Episodio: "Working Women"         |
| 1988-1989       | One Life to Live               | Ursula Blackwell | Personaje regular                 |
| 1989-2011, 2013 | All My Children                | Opal Cortlandt   | Personaje regular                 |
| 2007            | Law & Order: Criminal Intent   | Clara Holland    | Episodio: "Bombshell"             |
| 2011            | Desperate Housewives           | Sister Marta     | Episodio: "Farewell Letter"       |
| 2012            | csi: Crime Scene Investigation | Lucinda Kemp     | Episodio: "Tressed to Kill"       |
| 2014            | The Young and the Restless     | Connie Ross      | Recurrente                        |
| 2016            | Vinyl                          | Bellamy          | Recurrente. 3 episodios           |
| 2020            | Hunters                        | Frannie Fischer  | Episodio: "The Mourner's Kaddish" |